# Odontostomops normalops
Odontostomops normalops is een straalvinnige vissensoort uit de familie van de sabeltandvissen (Evermannellidae). De wetenschappelijke naam van de soort is voor het eerst geldig gepubliceerd in 1928 door Parr.